# Sommerhau (Hohenberg an der Eger)
Sommerhau ist ein Gemeindeteil der Stadt Hohenberg an der Eger im Landkreis Wunsiedel im Fichtelgebirge (Oberfranken, Bayern).

## Geographie
Die Streusiedlung liegt nördlich der Staatsstraße 2178 von Hohenberg an der Eger nach Selb in Nordbayern. Es liegt zwischen dem Egertal und dem Waldgebiet Selber Forst direkt an der Grenze zu Tschechien.

## Geschichte
Um das Jahr 1600 wurde dort wahrscheinlich ein Haus für einen Köhler erbaut, welcher Holzkohle für benachbarte Hammerwerke herstellte. Bereits 1674 werden in einer Amtsbeschreibung des Richteramtes zu Hohenberg „zwey Güthlein uf dem Sommerhau“ und 1687 ein „Reuthgüthlein“, auf dem auch eine „Zapfenschenk-Gerechtigkeit“ bestand, beschrieben.

## Naturschutz
Die „Druidenschüsseln“ auf dem Schüsselstein (570 m) hat die Naturschutzbehörde als geschütztes Naturdenkmal ausgewiesen.